# Fangzheng (häradshuvudort i Kina, Heilongjiang Sheng, lat 45,84, long 128,83)
Fangzheng (kinesiska: 方正, 方正县) är en häradshuvudort i Kina. Den ligger i provinsen Heilongjiang, i den nordöstra delen av landet, omkring 170 kilometer öster om provinshuvudstaden Harbin. Antalet invånare är 203 853. Befolkningen består av 100 312 kvinnor och 103 541 män. Barn under 15 år utgör 13,0 %, vuxna 15-64 år 79 %, och äldre över 65 år 7,0 %.
Runt Fangzheng är det ganska tätbefolkat, med 75 invånare per kvadratkilometer. Närmaste större samhälle är Tonghe, 16,6 km norr om Fangzheng. Trakten runt Fangzheng består till största delen av jordbruksmark.
Genomsnittlig årsnederbörd är 862 millimeter. Den regnigaste månaden är juli, med i genomsnitt 174 mm nederbörd, och den torraste är januari, med 7 mm nederbörd.